# 21677 Tylerlyon
A 21677 Tylerlyon (ideiglenes jelöléssel 1999 RO23) a Naprendszer kisbolygóövében található aszteroida. A LINEAR projekt keretében fedezték fel 1999. szeptember 7-én.